# Accademia della Crusca

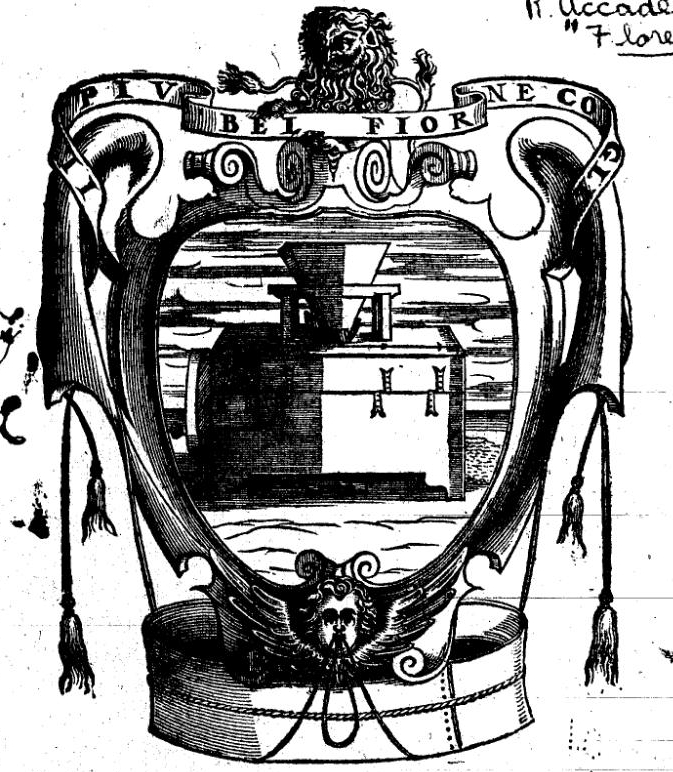
Wappen aus dem Vocabolario mit der Mühle

Die Accademia della Crusca (von italienisch crusca „Kleie“) wurde 1583 in Florenz (Italien) gegründet. Sie gilt als die älteste Sprachgesellschaft. Aufgabe der Gesellschaft ist bis heute das „Studium und Bewahren der italienischen Sprache“. Die Gründer waren u. a. Giovan Battista Deti, Antonio Francesco Grazzini, Bernardo Canigiani, Bernardo Zanchini, Bastiano de Rossi, Leonardo Salviati.
1612 gab die Gesellschaft das Vocabolario degli Accademici della Crusca heraus, das erste Wörterbuch der italienischen Sprache, das bis 1923 mehrfach in erweiterten Neuauflagen veröffentlicht wurde. Der Plan einer Neubearbeitung als historisches Wörterbuch, den die Akademie zwischen 1955 und 1985 entwickelte, wird jetzt durch ein mit der Akademie verbundenes Institut des CNR als Opera del Vocabolario Italiano verwirklicht.
Zu Anfang bestand die Gesellschaft nur aus einer Gruppe von Gelehrten, die sich scherzhaft als crusconi „Kleieflocken“ bezeichneten. Ihr Ziel war es, nach dem Motto „die Spreu vom Weizen trennen“ (Mt 3,12  und Lk 3,17 ), italienisch il più bel fior ne coglie (aus Petrarca, Canzoniere, LXXIII, 36), die italienische Sprache zu wahren und zu fördern.
Als Symbol der Gesellschaft wurde eine Mehlmühle gewählt, wobei die Reinheit des Mehles eine Metapher für die Reinheit der Sprache war. Jedes Mitglied der Gesellschaft hatte einen Beinamen und ein Motto, das etwas mit Kleie (italienisch crusca) zu tun hat, und musste der Accademia sein Wappen in Form eines Scheffels schenken. Erstes deutsches Mitglied war der italophile Fürst Ludwig von Anhalt-Köthen, der 1617 bei Gründung der Fruchtbringenden Gesellschaft viele Bräuche der Crusca übernahm.
1783 wurde die Accademia Fiorentina auf Befehl des Großherzogs Peter Leopold mit der Accademia della Crusca und der Accademia degli Apatisti zur Accademia Fiorentina Seconda zusammengefasst. 1811 wurde sie wieder autonom und setzte ihre Arbeit zur italienischen Sprache fort.
Im August 2016 waren seit der Gründung 1302 Akademiemitglieder zu verzeichnen.